# Ion Armeanca
Ion Armeanca (n. 1899, Săcărâmb – d. 1954, Cluj) a fost un astronom român, profesor universitar la Universitatea din Cluj, director al Observatorului din Cluj (1945-1954).
S-a ocupat în special cu probleme de fotometrie și este considerat un precursor al cercetării astrofizice din România.
Între anii 1928-1943 a efectuat mai multe cercetări astronomice și a instalat un telescop de 0,5 m la Observatorul Astronomic din Cluj. Între 1934-1940, împreună cu Gh. Bratu, a efectuat mai multe observații și calcule necesare întocmirii unei hărți a cerului, intitulată Harta fotografică a cerului pentru secolul al XX-lea.
Principala sa ocupație ca astronom a fost fotometria, mai exact: variația strălucirii cometei Finsler 1937 f, magnitudinile vizuale ale stelelor variabile.

## Lucrări
- Despre luminozitatea cometei 1937 f (1950)
- Măsuri de stele duble (1951)